# Gastrina latifasciata
Gastrina latifasciata är en fjärilsart som beskrevs av Walker 1866. Gastrina latifasciata ingår i släktet Gastrina och familjen mätare. Inga underarter finns listade i Catalogue of Life.